# Natalia Lafourcade (álbum)
Natalia Lafourcade es el nombre del álbum de estudio debut homónimo grabado por la cantautora mexicana Natalia Lafourcade. Se lanzó el 8 de julio de 2002 por la compañía discográfica Sony Music Entertainment México siendo producido por Áureo Baqueiro y Loris Ceroni, mientras que las canciones fueron escritas en su mayoría por Lafourcade, aunque también participaron Loris Ceroni, Mauricia L. Arriaga y Áureo Baqueiro. Lafourcade realizó todas las partes vocales de todos los temas del disco.
Los canciones del álbum «Busca un problema» y «En el 2000» lograron éxito comercial en México, la segunda con el paso de los años considerada como una de las canciones en español más influyentes de la década de los 2000, también fue incluida en la banda sonora de la película Amar te duele (2002). La canción «Mírate, mírame» también fue usada en la banda sonora de la telenovela Clase 406 (2002).
El álbum logró posicionarse en el primer lugar de la lista de álbumes mexicanos, además de certificar disco de platino y oro por la Asociación Mexicana de Productores de Fonogramas y Videogramas (AMPROFON) por vender más de 225,000 copias en México. Lafourcade logró cinco nominaciones en los MTV Video Music Awards Latin America del 2003, ganando las categorías de mejor artista solista, mejor artista pop y mejor nuevo artista mexicano. También logró cuatro nominaciones en la 4.ª edición premios Grammy Latinos, incluyendo las categorías de mejor álbum de rock vocal solista y mejor artista nuevo.

## Lista de canciones
| Lista de canciones - edición estándar. |                        |                                              |          |  |
| N.º                                    | Título                 | Escritor(es)                                 | Duración |  |
| 1.                                     | «Introducción»         | Natalia Lafourcade                           | 0:36     |  |
| 2.                                     | «Busca un problema»    | Natalia Lafourcade                           | 3:06     |  |
| 3.                                     | «En el 2000»           | Natalia Lafourcade                           | 3:35     |  |
| 4.                                     | «El destino»           | Natalia Lafourcade                           | 3:04     |  |
| 5.                                     | «Mango»                | Natalia Lafourcade                           | 2:36     |  |
| 6.                                     | «Elefantes»            | Natalia Lafourcade                           | 4:09     |  |
| 7.                                     | «Otra vez»             | Natalia Lafourcade, Ceroni                   | 3:45     |  |
| 8.                                     | «Te quiero dar»        | Natalia Lafourcade                           | 4:24     |  |
| 9.                                     | «Georgina»             | Natalia Lafourcade                           | 3:57     |  |
| 10.                                    | «Mírame, mírate»       | Mauricio L. Arriaga                          | 3:58     |  |
| 11.                                    | «Noche divina»         | Natalia Lafourcade, M. Arriaga, Loris Ceroni | 3:57     |  |
| 12.                                    | «Mañana olvidaré»      | Natalia Lafourcade                           | 4:15     |  |
| 13.                                    | «Mango (rémix)»        | Natalia Lafourcade                           |          |  |
| 14.                                    | «Elefantes (acústica)» | Natalia Lafourcade                           |          |  |
| 50:02                                  |                        |                                              |          |  |

## Posicionamiento en listas

### Semanales
| Región | Lista (2002)              | Mejor posición |
| ------ | ------------------------- | -------------- |
| México | Top 100 México (AMPROFON) | 1              |

## Certificaciones
| Región            | Certificación | Ventas/unidades |
| ----------------- | ------------- | --------------- |
| México (AMPROFON) | Platino+Oro   | 225,000‡        |